# Henri de Meeûs
Le comte Henri de Meeûs (né Henri-Claude Ghislain Jacques Marie Renelde comte de Meeûs d’Argenteuil, depuis 27 octobre 1953: Henri-Claude comte de Meeûs d’Argenteuil de Trannoy), né à Woluwe-Saint-Lambert, le 3 mars 1943, est un écrivain belge, de langue française. Docteur en droit et licencié en criminologie, il est connu du grand public pour son ouvrage sur Henry de Montherlant, Pour Montherlant, et pour ses nouvelles littéraires publiées sous le titre Pitou et autres récits. Sa famille est issue de la noblesse belge.

## Biographie
Né le 3 mars 1943, à Woluwe-Saint-Lambert, Henri-Claude de Meeûs d’Argenteuil est le fils du comte Raoul de Meeûs d’Argenteuil et de Geneviève de Trannoy. Après des études chez les Jésuites, au Collège Saint-Michel à Bruxelles, il obtient les diplômes de docteur en droit et de licencié en criminologie à l’Université de Louvain. Après deux années au Barreau de Bruxelles, il effectue une carrière de cadre de direction dans l’immobilier et la banque, au sein du groupe Dexia, de 1969 à 2003.
Passionné de littérature, il fait la connaissance à 18 ans d’Henry de Montherlant et devient un spécialiste de son œuvre, créant et alimentant d’articles depuis 2007 un site consacré à l'auteur. En 2016, le site est visité par 120 000 personnes. En 2011, il écrit le livre Pour Montherlant.
Il organise aussi une Journée Montherlant à Bruxelles, au Flagey, avec le parrainage de l’Ambassade de France, en septembre 2007 avec 9 conférenciers et 4 comédiens qui lisent des textes de Montherlant entre chaque conférence.
De 2010 à 2013, en même temps qu’il gère le site Montherlant.be et rédige des articles sur l’écrivain, Henri de Meeûs écrit une série de récits imaginaires, dont 15 furent publiés en septembre 2017, par l’éditeur Marque belge, sous le titre de  Pitou et autres récits (640 pages). Cette œuvre est un mélange de tragique et de comique qui reçoit un accueil favorable de la critique.

## Œuvres
- Pour Montherlant, Bruxelles, 2011, 475 pages,  (ISBN 978-2-8052-0082-3)[11].
- Pitou et autres récits, Bruxelles : Marque belge, 2017, 640 pages,  (ISBN 978-2-39015-016-9)[8].
- Les Entrepôts, nouvelle de 37 pages, publiée dans Revue générale, no 1, octobre 2018.
- Le Père de la Tour et le grand Barbu, nouvelle publiée dans Marginales, no 298-299, octobre 2018, p. 24-31[12].
- La Bibliothèque, nouvelle de 21 pages publiée dans Revue générale, no 3, printemps 2019, p. 57-78[13].
- Le Sous-sol, nouvelle publiée dans Marginales, no 300-301, printemps-été 2019, p. 26-37[14].
- Ma chérie, nouvelle de 6 pages publiée dans Revue générale, no 2, hiver 2019, p. 113-118[15].
- La Reine Greta, nouvelle publiée dans Marginales, no 302, automne 2019, pages 26-34[16].
- Montherlant, un sportif olympique, publié dans Revue générale, dossier Enjeux olympiques, no 3, printemps 2020, p.71-78.
- Commentaire sur la calamité, publié dans Marginales, no 304, automne 2020, pages 66-73.
- Poèmes :
  - Le beau soleil d'avril, Revue littéraire du Cinquantenaire n°2 (2024)
  - Dernier silence, Revue littéraire du Cinquantenaire n°3 (2023)
  - Fil des temps, Covid, Revue littéraire  du Cinquantenaire, n°2, (2023)
    - D'autres poèmes inédits peuvent être lus dans la rubrique carnets de son site littéraire. (https://www.henridemeeus.be/carnets/)

## Prix et décoration
Le prix de la première œuvre en langue française est attribué à Pitou et autres récits en mai 2018 par la ministre de la culture de la Fédération Wallonie Bruxelles, Alda Greoli, sur proposition de la Commission des Lettres.
En 2010, Henri de Meeûs est fait chevalier dans l’ordre des Arts et des  Lettres de la République française pour ses travaux sur Henry de Montherlant. Il est aussi officier de l’ordre de la Couronne et chevalier de l’ordre de Léopold en Belgique.

### Télévision
- Interview d'Henri de Meeûs par David Courier, dans l'émission LCR sur BX1 pour Pitou et autres récits, diffusée le 22 septembre 2017[19].
- Rencontre avec Henri de Meeûs réalisée par la Cinémathèque de la Fédération Wallonie-Bruxelles, à la suite du Prix de la première oeuvre en langue française décerné en 2018[20].

### Radio
- Pitou vu par Pascal Goffaux et François Caudron dans l'émission L’info culturelle sur Musiq3, diffusée le 29 novembre 2017[21]
- Critique de Pitou et autres récits par Nicole Debarre dans l'émission Grand angle sur La Première, diffusée le 23 novembre 2017[22].
- Interview d'Henri de Meeûs par Eddy Caekelberghs dans l'émission Première de couverture sur La Première, diffusée le 24 décembre 2017, pour Pitou et autres récits[23]
- Rencontre littéraire animée par Jacques De Decker, dans le cadre des Coups de midi des Riches Claires, à la Bibliothèque des Riches Claires, à Bruxelles, le 20 avril 2018[24].

### Presse écrite
- Michel Grodent, « Avec Henri de Meeûs, frissons sur toute la ligne », Le Soir,‎ 28 novembre 2017 (lire en ligne, consulté le 6 août 2018).
- Le Carnet et les instants n°199 de Juin 2018, § Prix littéraires de la Fédération Wallonie-Bruxelles, page 21
- Christian Farinone, « Au palmarès des prix littéraires de la Fédération Wallonie-Bruxelles », World Periodical Press News,‎ 1er juillet 2018.
- Jean-Laurent Glemin, « Entretien avec Henri de Meeûs - (Pitou et autres récits, Marque Belge, Septembre 2017) », sur Parutions.com, l'actualité du livre (consulté le 6 août 2018)
- Emmanuelle Jowa, « Cadavres exquis ou Pitou et autres récits », Paris Match Belgique,‎ 28 décembre 2017, p. 18.
- Christian Farinone, « Pitou et autres récits », World Periodical Press News,‎ 8 décembre 2017, p. 8 (lire en ligne)